# Battlefield (serie)
Battlefield este o serie de jocuri video de tip first-person shooter, dezvoltată de studioul suedez DICE (Digital Illusions CE) și publicată de Electronic Arts. Seria este cunoscută pentru focalizarea sa pe bătălii la scară mare, vehicule de război și colaborare în echipă. Primul joc din serie, Battlefield 1942, a fost lansat în 2002 și a stabilit baza pentru gameplay-ul caracteristic seriei. 

## Jocuri din serie

### Battlefield 1942
Lansat în 2002, Battlefield 1942 a fost primul joc din serie și a introdus jucătorii în conflictele din Al Doilea Război Mondial. Jocul a fost inovator datorită includerii vehiculelor de război, cum ar fi tancurile și avioanele, precum și a hărților extinse care încurajau strategia și colaborarea în echipă.

### Battlefield Vietnam
Lansat în 2004, Battlefield Vietnam a mutat acțiunea în timpul Războiului din Vietnam, oferind noi arme, vehicule și medii de joc. Jocul a continuat să dezvolte elementele introduse în Battlefield 1942, adăugând noi dinamici de gameplay și o coloană sonoră autentică din perioada respectivă.

### Battlefield 2
Battlefield 2, lansat în 2005, a adus seria în era modernă a războiului, introducând arme și vehicule contemporane. Jocul a fost foarte bine primit pentru grafica sa îmbunătățită, gameplay-ul rafinat și pentru modul său de multiplayer, care a permis până la 64 de jucători să lupte simultan pe aceeași hartă.

### Battlefield 2142
Lansat în 2006, Battlefield 2142 a dus jucătorii în viitor, prezentând un conflict fictiv situat în anul 2142. Jocul a introdus noi tehnologii și vehicule futuriste, cum ar fi tancurile anti-gravitaționale și roboții de luptă, adăugând noi strategii și stiluri de joc.

### Battlefield: Bad Company și Battlefield: Bad Company 2
Battlefield: Bad Company (2008) și Battlefield: Bad Company 2 (2010) au adus o poveste narativă mai puternică în serie, concentrându-se pe un grup de soldați într-o unitate militară de elită. Aceste jocuri au fost apreciate pentru umorul lor, personajele memorabile și pentru mediul destructibil, care a permis jucătorilor să distrugă clădiri și alte structuri.

### Battlefield 3 și Battlefield 4
Battlefield 3 (2011) și Battlefield 4 (2013) au continuat să rafineze formula seriei, adăugând grafică îmbunătățită, noi moduri de joc și o mai mare complexitate în designul hărților. Ambele jocuri au fost bine primite și au avut comunități de jucători foarte active.

### Battlefield 1 și Battlefield V
Battlefield 1 (2016) a dus seria înapoi în timp, la Primul Război Mondial, oferind o perspectivă unică asupra acestui conflict. Jocul a fost apreciat pentru autenticitatea sa istorică și pentru gameplay-ul inovator. Battlefield V (2018) s-a întors la Al Doilea Război Mondial, adăugând noi elemente de gameplay și continuând să îmbunătățească grafică și dinamica seriei.

### Battlefield 2042
Lansat în 2021, Battlefield 2042 a readus seria în viitorul apropiat, introducând noi tehnologii și caracteristici inovatoare, cum ar fi condițiile meteo dinamice și evenimentele globale care influențează gameplay-ul. Jocul a fost conceput să ofere bătălii masive cu până la 128 de jucători pe platformele de generație nouă.

## Impact și moștenire
Seria Battlefield a avut un impact semnificativ asupra genului first-person shooter, influențând numeroase alte jocuri și stabilind standarde înalte pentru multiplayer-ul online. Jocurile din serie sunt cunoscute pentru realismul lor, strategia necesară și pentru modul în care au capturat complexitatea și intensitatea războiului modern și istoric.
Cu o istorie de peste două decenii și numeroase jocuri lansate, Battlefield rămâne una dintre cele mai importante și influente serii de jocuri video din lume. Datorită inovațiilor constante și dedicării față de experiențele autentice de război, Battlefield continuă să fie un pilon al genului FPS și să atragă milioane de jucători din întreaga lume.
| An | Motor         | Titlu                                      | Platformă(e) | Platformă(e) | Platformă(e) | Platformă(e) | Platformă(e) | Platformă(e) | Platformă(e) | Platformă(e) |
| --- | ------------- | ------------------------------------------ | ------------ | ------------ | ------------ | ------------ | ------------ | ------------ | ------------ | ------------ |
| An | Motor         | Titlu                                      | Win          | Mac          | PS2          | Xbox         | 360          | PS3          | PS4          | One          |
| 2002 | Refractor 1   | Battlefield 1942                           | Da           | Da           | Nu           | Nu           | Nu           | Nu           | Nu           | Nu           |
| 2003 | Refractor 1   | ■ Battlefield 1942: The Road to Rome       | Da           | Nu           | Nu           | Nu           | Nu           | Nu           | Nu           | Nu           |
| 2003 | Refractor 1   | ■ Battlefield 1942: Secret Weapons of WWII | Da           | Da           | Nu           | Nu           | Nu           | Nu           | Nu           | Nu           |
| 2004 | Refractor 1   | Battlefield Vietnam                        | Da           | Nu           | Nu           | Nu           | Nu           | Nu           | Nu           | Nu           |
| 2005 | Refractor 2   | Battlefield 2                              | Da           | Nu           | Nu           | Nu           | Nu           | Nu           | Nu           | Nu           |
| 2005 | RenderWare    | Battlefield 2: Modern Combat               | Nu           | Nu           | Da           | Da           | Da           | Nu           | Nu           | Nu           |
| 2005 | Refractor 2   | ∓ Battlefield 2: Special Forces            | Da           | Nu           | Nu           | Nu           | Nu           | Nu           | Nu           | Nu           |
| 2006 | Refractor 2   | ∓ Battlefield 2: Euro Force                | Da           | Nu           | Nu           | Nu           | Nu           | Nu           | Nu           | Nu           |
| 2006 | Refractor 2   | ∓ Battlefield 2: Armored Fury              | Da           | Nu           | Nu           | Nu           | Nu           | Nu           | Nu           | Nu           |
| 2006 | Refractor 2   | Battlefield 2142                           | Da           | Da           | Nu           | Nu           | Nu           | Nu           | Nu           | Nu           |
| 2007 | Refractor 2   | ■ Battlefield 2142: Northern Strike        | Da           | Nu           | Nu           | Nu           | Nu           | Nu           | Nu           | Nu           |
| 2008 | Frostbite 1.0 | Battlefield: Bad Company                   | Nu           | Nu           | Nu           | Nu           | Da           | Da           | Nu           | Nu           |
| 2009 | Refractor 2   | Battlefield Heroes                         | Da           | Nu           | Nu           | Nu           | Nu           | Nu           | Nu           | Nu           |
| 2009 | Frostbite 1.5 | Battlefield 1943                           | Nu           | Nu           | Nu           | Nu           | Da           | Da           | Nu           | Nu           |
| 2010 | Frostbite 1.5 | Battlefield: Bad Company 2                 | Da           | Nu           | Nu           | Nu           | Da           | Da           | Nu           | Nu           |
| 2010 | Refractor 2   | Battlefield Online                         | Da           | Nu           | Nu           | Nu           | Nu           | Nu           | Nu           | Nu           |
| 2010 | Frostbite 1.5 | ■ Battlefield: Bad Company 2: Vietnam      | Da           | Nu           | Nu           | Nu           | Da           | Da           | Nu           | Nu           |
| 2011 | Refractor 2   | Battlefield Play4Free                      | Da           | Nu           | Nu           | Nu           | Nu           | Nu           | Nu           | Nu           |
| 2011 | Frostbite 2   | Battlefield 3                              | Da           | Nu           | Nu           | Nu           | Da           | Da           | Nu           | Nu           |
| 2011 | Frostbite 2   | ■ Battlefield 3: Back to Karkand           | Da           | Nu           | Nu           | Nu           | Da           | Da           | Nu           | Nu           |
| 2012 | Frostbite 2   | ■ Battlefield 3: Close Quarters            | Da           | Nu           | Nu           | Nu           | Da           | Da           | Nu           | Nu           |
| 2012 | Frostbite 2   | ■ Battlefield 3: Armored Kill              | Da           | Nu           | Nu           | Nu           | Da           | Da           | Nu           | Nu           |
| 2012 | Frostbite 2   | ■ Battlefield 3: Aftermath                 | Da           | Nu           | Nu           | Nu           | Da           | Da           | Nu           | Nu           |
| 2013 | Frostbite 2   | ■ Battlefield 3: End Game                  | Da           | Nu           | Nu           | Nu           | Da           | Da           | Nu           | Nu           |
| 2013 | Frostbite 3   | Battlefield 4                              | Da           | Nu           | Nu           | Nu           | Da           | Da           | Da           | Da           |
| 2013 | Frostbite 3   | ■ Battlefield 4: China Rising              | Da           | Nu           | Nu           | Nu           | Da           | Da           | Da           | Da           |
| 2013/2014 | Frostbite 3   | ■ Battlefield 4: Second Assault            | Da           | Nu           | Nu           | Nu           | Da           | Da           | Da           | Da           |
| 2014 | Frostbite 3   | ■ Battlefield 4: Naval Strike              | Da           | Nu           | Nu           | Nu           | Da           | Da           | Da           | Da           |
| 2014 | Frostbite 3   | ■ Battlefield 4: Dragon's Teeth            | Da           | Nu           | Nu           | Nu           | Da           | Da           | Da           | Da           |
| 2014 | Frostbite 3   | ■ Battlefield 4: Final Stand               | Da           | Nu           | Nu           | Nu           | Da           | Da           | Da           | Da           |
| 2015 | Frostbite 3   | Battlefield Hardline                       | Da           | Nu           | Nu           | Nu           | Da           | Da           | Da           | Da           |
| 2016 | Frostbite 3   | Battlefield 1                              | Da           | Nu           | Nu           | Nu           | Nu           | Nu           | Da           | Da           |
| 2018 | Frostbite 3   | Battlefield 5                              | Da           | Nu           | Nu           | Nu           | Nu           | Nu           | Da           | Da           |
| Notes: ∓ DLC pentru Battlefield a fost lansat doar pentru Windows. ■ DLC-ul apare scris sub jocul pentru care a fost lansat. |               |                                            |              |              |              |              |              |              |              |              |

## Legături externe
- Site oficial Battlefield
- Blog oficial Battlefield